# Who I Am (album av Nick Jonas and the Administration)
Who I Am är bandet Nick Jonas and the Administrations debutalbum. Albumet släpptes den 2 februari 2010 i USA och den 1 februari i Sverige. Gruppen gjorde sin livedebut på Grammy Nominations Concert Live Special, som sändes på CBS den 2 december 2009.
Nick Jonas spelade in albumet på åtta dagar med producenten John Fields, som även är basist i bandet. Ytterligare medlemmar av bandet är trummisen Michael Bland och keyboardisten Tommy Barbarella, som båda spelat i New Power Generation. Gitarristen David Ryan Harris spelade på albumet, men Sonny Thompson kommer att ersätta honom för livespelningar. 

## Låtlista

### Standardutgåva
CD
1. "Rose Garden"
2. "Who I Am"
3. "Olive & An Arrow"
4. "Conspiracy Theory"
5. "In The End"
6. "Last Time Around"
7. "Tonight"
8. "State of Emergency"
9. "Vesper's Goodbye"
10. "Stronger (Back On The Ground)"

| CD 1. "Rose Garden" 2. "Who I Am" 3. "Olive & An Arrow" 4. "Conspiracy Theory" 5. "In The End" 6. "Last Time Around" 7. "Tonight" 8. "State of Emergency" 9. "Vesper's Goodbye" 10. "Stronger (Back On The Ground)" | DVD 1. "Rose Garden" 2. "Who I Am" 3. "Olive & An Arrow" 4. "Conspiracy Theory" 5. "In The End" 6. "Last Time Around" 7. "Tonight" 8. "State of Emergency" |

## Releasedatum
| Country        | Date             |
| -------------- | ---------------- |
| Mexiko         | 22 januari 2010  |
| Nederländerna  | 29 januari 2010  |
| Polen          | 29 januari 2010  |
| Storbritannien | 1 februari 2010  |
| Sverige        | 1 februari 2010  |
| USA            | 2 februari 2010  |
| Kanada         | 2 februari 2010  |
| Australien     | 5 februari 2010  |
| Italien        | 5 februari 2010  |
| Spanien        | 9 februari 2010  |
| Brasilien      | 9 februari 2010  |
| Europa         | 19 februari 2010 |